# 보잉 XB-55

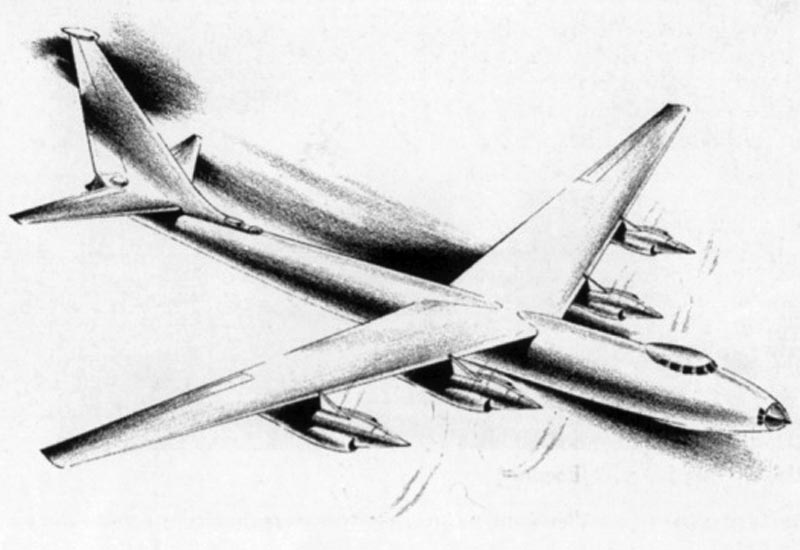
XB-55 전략 폭격기

보잉 XB-55(회사 지정 모델 474)는 전략 폭격기로 설계된 보잉 항공기였다. XB-55는 미국 공군(USAF)이 운용하는 보잉 B-47 스트래토젯의 대체 항공기로 설계되었다.

## 사양 (추정)

### 일반적 특성
- 승무원 : 10명
- 길이: 36.25m(118피트 11인치)
- 날개 길이: 41.15m(135피트 0인치)
- 높이: 10.26m(33피트 8인치)
- 총 중량: 153,000lb(69,400kg)
- 최대 이륙 중량: 76,204kg(168,000lb)
- 동력 장치: 4 × Allison T40A-2 결합 터보프롭 엔진, 각각 5,600hp(4,200kW)

### 성능
- 최대 속도: 426노트(490mph, 789km/h)
- 순항 속도: 391노트(450mph, 724km/h)
- 범위: 4,350nmi(5,010마일, 8,060km)
- 서비스 한도: 13,000m(42,000피트)

### 군비
- 주포: 10× 20 mm (.79 in) 대포
- 폭탄: 10,900kg(24,000lb) 폭탄

## 같이 보기
- 보잉 B-47 스트래토젯
- 보잉 B-52 스트래토포트리스
- 투폴레프 Tu-95